# Coyote (film)
Pour les articles homonymes, voir Coyote (homonymie).
Pour plus de détails, voir Fiche technique et Distribution.
Coyote est un film franco-québécois sorti en 1992, réalisé par Richard Ciupka d'après le roman éponyme de Michel Michaud publié chez VLB éditeur.

## Synopsis
Dans Pointe-aux-Trembles, Chomi, jeune aspirant cinéaste, vit un coup de foudre lorsqu'il rencontre Coyote, une jeune de son âge, venu récupérer ses photos à la boutique où il travaille. Ainsi, débute un amour-passion propre aux premiers véritables amours. 

## Fiche technique
- Titre original : Coyote
- Réalisation : Richard Ciupka
- Scénario : Michel Michaud, Richard Sadler
- Musique : Reinhardt Wagner
- Direction artistique : Jean-Baptiste Tard
- Décors : Diane Gauthier
- Costumes : Renée April
- Coiffure : Richard Hansen
- Maquillage : Lydia Pujols
- Photographie : Steve Danyluk
- Son : Frédéric Ullmann, Louis Dupire
- Montage : Jean-Guy Montpetit
- Production : Richard Sadler, Henry Lange
- Société de production : Films Stock International (Montréal) - Molécule (Paris)
- Sociétés de distribution : Alliance Atlantis
- Budget : 3,1 millions de dollars[1]
- Pays d'origine :  Canada  France
- Langue originale : français
- Format : couleur
- Genre : drame, comédie romantique
- Durée : 99 minutes
- Dates de sortie :
  - Canada : 18 juin 1992  (première - Carrefour du Nord à Saint-Jérôme)[2]
  - Canada : 26 juin 1992  (sortie en salle au Québec)
  - Canada : septembre 1992  (Cinéfest Sudbury, le festival international du film (en))
  - France : 10 août 1993
  - Canada : 2005  (DVD)

## Distribution
| - Mitsou Gélinas : Louise Coyote - Patrick Labbé : Chomi - Thierry Magnier : Olive - Claude Legault : Johnny - François Massicotte : Olympe - Jean-Claude Dreyfus : M. Poireau - Michel Barrette : Clem - France Castel : Francine - Angèle Coutu : la mère de Chomi - Patrick Goyette : Mario Brando - Luc Roy : Ringo - Jayne Heitmeyer : Pamela Easton - Colette Courtois : mémère Tchewan - Sarah-Jeanne Latendresse : Julie - Ken Takasaki : le patron de Photo Focus - Maxim Roy : Marjo - Caroline Néron : Jacynthe - Chantal Fontaine : serveuse du Hulabaloo | - Roger Briand : le père d'Olive - Luc Proulx : le père de Chomi - Marcia Pilote : étudiante - Judith Bérard : étudiante - Raoul Bastarache : le chauffeur d'autobus - Jacques Girard : le dragueur du Bar Fly - Sylvain Castonguay : le pusher du Bar Fly - Normand Roy : policier du Bar Fly - Jacques Leblanc : policier du Bar Fly - Raymond Poulin : Larry - Sylvie Malo : la secrétaire de M. Poireau - Roc LaFortune : le patron de Coyote - Gérard Soler : le réalisateur - François Papineau : technicien - Deano Clavet : employé du Hulabaloo - Guy Héroux : employé du Hulabaloo - Pierre Pinchiaroli : le serveur du Bar Fly |